# Albert (aptekarz toruński)
Albert (zm. na przełomie 1399 i 1400) – pierwszy aptekarz wymieniony w księgach miejskich Torunia.
Pochodził z Wrocławia, osiedlił się w Toruniu na podstawie porozumienia burmistrzów oraz za zgodą toruńskiej Rady Miejskiej. Dokładna data jego przybycia do Torunia nie jest znana, pierwsza wzmianka w księdze ławniczej Starego Torunia pochodzi z 1389; farmaceuta wymieniony jest tam jako „Apteker Albert”, przy czym niemieckie słowo „Apteker” oznaczało w tamtym czasie aptekarza o wysokich kwalifikacjach zawodowych. Albert prowadził aptekę przy południowej pierzei Rynku Staromiejskim, a mieszkał w pobliskiej kamienicy.
Data pierwszej wzmianki o działalności Alberta uważana jest za początek toruńskiego aptekarstwa profesjonalnego, które wyparło z czasem funkcjonujące wcześniej aptekarstwo kramarskie. W aktach miejskich Torunia zachowała się adnotacja o nałożeniu na Alberta obowiązku opłacenia jednego pancernego i jednego konia w związku z wyprawą krzyżową na Gotlandię w 1398; obowiązek ten dzielił z drugim miejscowym aptekarzem, Andrzejem.
Albert zmarł na przełomie 1399 i 1400, w sile wieku, jako że pozostawił nie tylko żonę Elżbietę i dorastającą córkę, ale i matkę Małgorzatę, która toczyła z synową spór o majątek pozostały po zmarłym. Wspomniana córka wyszła za mąż za dotychczasowego pracownika apteki Jana, który prowadził firmę przez ponad 20 lat.